# Haï El Badr (metropolitana di Algeri)
Haï El Badr è una stazione della linea 1 della metropolitana di Algeri, situata nel comune di El Magharia.
È una delle due stazioni sopraelevate della metropolitana di Algeri e fino al 2015 era il capolinea orientale della linea, dopodiché è diventata una stazione di diramazione, da cui si può procedere o in direzione di El Harrach o verso Ain Naâdja. La stazione è intitolata a Haï El Badr (ex-Lotissement Michel) nel comune di Kouba, anche se amministrativamente la stazione si trova nel comune di El Magharia.

## Storia
La sua costruzione è stata completata nel 2001, quando era composta da due banchine. Un terzo binario è stato costruito tra il 2009 e il 2012 e armato nel 2015 per accogliere il prolungamento della metro verso El Harrach.

## Strutture e impianti
È una stazione passante a 4 binari, serviti da tre banchine laterali.

## Servizi
La stazione è dotata di un solo ingresso/uscita, nello stile di una stazione ferroviaria passante, e di un parcheggio con 150 posti auto.

## Interscambi
- Bus ETUSA, linee 1, 18, 45, 47, 66, 67, 74, 81 e 96.[2]
- Stazione dei taxi